# 安圭拉國徽
安圭拉国徽是安圭拉的纹章，也是安圭拉国旗的图案，是安圭拉领土的传统象征。纹章由三个海豚跳跃过海。这三个海豚橙色，代表耐力，团结，力量，他们转了一圈连续性飞跃。该徽章背景为白色，和平与安宁，用绿松石蓝色代表基地周围海域，也是信仰，青春和希望。
目前版本的安圭拉国徽于1990年正式通过，曾在安圭拉共和国时期被非正式的使用过。